# Bestiac
Bestiac település Franciaországban, Ariège megyében. Lakosainak száma 30 fő (2022. január 1.). Bestiac Caussou, Lordat, Prades, Tignac, Unac és Vernaux községekkel határos.

## Népesség
A település népességének változása:
| Lakosok száma | 23   | 14   | 19   | 16   | 20   | 19   | 19   | 19   | 19   | 30   |
|               | 1968 | 1982 | 1990 | 2006 | 2013 | 2015 | 2017 | 2019 | 2020 | 2022 |